# Denewulf
Denewulf (data urodzenia nieznana; zm. 909) – średniowieczny biskup Winchesteru.
Denewulf pochodził z ubogiej rodziny. Według legendy, spisanej przez Johna z Worchester swoją pozycję jako biskup Winchesteru zawdzięczać miał przypadkowemu spotkaniu z królem Alfredem Wielkim, który schronił się w jego domu przed najazdem duńskim. Przyszły biskup miał być wtedy świniopasem i mieć wyjątkowo zrzędliwą żonę. Alfred uznał, że wrodzona inteligencja Denewulfa predestynuje go do wyższej pozycji i doprowadził do wyświęcenia go na biskupa Winchesteru w 878. Legenda nic nie mówi o losie jego żony.
Będąc biskupem Winchesteru Denewulf zatwierdzał jako świadek akty nadawcze królów Alfreda Wielkiego i Edwarda Starszego.
Zmarł w 909 roku. Kolejnym biskupem Winchesteru został Fritestan.